# ГЕС Hóuziyán
ГЕС Hóuziyán (猴子岩水电站) — гідроелектростанція у центральній частині Китаю в провінції Сичуань. Знаходячись між ГЕС Shuangjiangkou (вище по течії) та ГЕС Chánghébà, входить до складу каскаду на річці Дадухе, правій притоці Міньцзян (великий лівий доплив Янцзи). В подальшому між Shuangjiangkou та Hóuziyán збираються звести ще кілька станцій каскаду.
В межах проекту річку перекрили кам'яно-накидною греблею із бетонним облицюванням висотою 224 метра, довжиною 315 метрів та шириною по гребеню 14 метрів. Вона утримує витягнуте на 42,2 км водосховище з площею поверхні 12,2 км2 та об'ємом 662 млн м3 (корисний об'єм 275 млн м3), в якому припустиме коливання рівня у операційному режимі між позначками 1802 та 1842 метра НРМ. Під час повені об'єм водойми може зростати до 706 млн м3.  
Пригреблевий машинний зал обладнали чотирма турбінами типу Френсіс потужністю по 425 МВт, котрі використовують напір від 125 до 148 метрів та забезпечують виробництво 7015 млн кВт-год електроенергії на рік.